# Warm Springs (Virginie)
Pour les articles homonymes, voir Warm Springs.
La census-designated place de Warm Springs est le siège du comté de Bath, dans l’État de Virginie, aux États-Unis. Lors du recensement de 2010, sa population s’élevait à 123 habitants.

## Source
- (en) Cet article est partiellement ou en totalité issu de l’article de Wikipédia en anglais intitulé « Warm Springs, Virginia » (voir la liste des auteurs).